# Ron Weasley
Ronald Bilius Weasley, noto semplicemente come Ron Weasley, è uno dei protagonisti della serie letteraria di Harry Potter, scritta da J. K. Rowling. È il migliore amico di Harry Potter ed Hermione Granger.
Ron è il primo vero amico di Harry, conosciuto sull'espresso per Hogwarts. Nel corso degli anni si mostra sempre pronto a sostenere Harry in ogni occasione, sebbene a volte si mostri geloso verso l'amico, ben più famoso e talentuoso di lui. Membro della famiglia Weasley, come tutti i suoi parenti non presta attenzione alla purezza di sangue e non discrimina i nati babbani; essendo l'unico del trio ad aver sempre vissuto in una famiglia di maghi, è a conoscenza di molti elementi del mondo magico ignoti a Harry ed Hermione, come la discriminazione verso i mezzogiganti, la superstizione per il Gramo e Le fiabe di Beda il Bardo.
Nella serie cinematografica è interpretato da Rupert Grint; in italiano è doppiato da Giulio Renzi Ricci.

## Concezione e sviluppo
Secondo l'autrice J.K. Rowling Ron è tra i personaggi creati il primissimo giorno. Ron è basato sul migliore amico della Rowling, Sean Harris, ma ha chiarito che lei "non ha mai avuto intenzione di descrivere Sean in Ron, ma questi ha un modo di parlare simile a quello di Sean." Come Harris per la Rowling, Ron è sempre presente quando Harry ha bisogno di lui. Dopo la pubblicazione dell'ultimo libro la Rowling ha rivelato di aver preso in considerazione l'idea di farlo morire, sostenendo però che ciò era dovuto allo star affrontando un brutto periodo e di essersi pentita di aver fatto sposare lui, invece di Harry, con Hermione.

## Biografia del personaggio
Ron è il sesto dei sette figli della famiglia Weasley, una famiglia di maghi purosangue spesso disprezzata a causa della sua disponibilità economica estremamente limitata e dell'amicizia che riserva a babbani e nati babbani. Ammesso ad Hogwarts, sul treno per la scuola conosce Harry Potter, con cui stringe rapidamente amicizia. Smistati entrambi in Grifondoro, fanno conoscenza con Hermione Granger che, inizialmente a loro antipatica a causa del suo atteggiamento saccente, diventa loro amica dopo che i due la salvano da un troll di montagna. Durante l'anno aiuta Harry a impedire che Voldemort si impossessi della pietra filosofale, in grado di donare l'immortalità a chiunque la possieda. Dopo la riapertura della camera dei segreti alcuni ragazzi nati babbani vengono pietrificati da un basilisco, tra i quali Hermione: i due scoprono che dietro i vari attacchi si nascondeva Ginny, la sorella minore di Ron, posseduta dal diario di Tom Riddle. Dopo l'evasione di Sirius Black da Azkaban, Ron scopre che il suo topo domestico, Crosta, in realtà è Peter Minus, mangiamorte ex amico di Sirius, Remus Lupin e James Potter che ha tradito i genitori di Harry consegnandoli a Voldemort ed ha poi fatto ricadere la colpa di ciò su Sirius. Nonostante gli sforzi per catturarlo e consegnarlo ai Dissennatori, Minus riesce a fuggire. Dopo che Harry si trova suo malgrado iscritto al Torneo Tremaghi, Ron viene colto dalla gelosia e si allontana per qualche tempo dall'amico, convinto che si sia iscritto volontariamente per desiderio di fama e gloria, riappacificandosi con lui solo dopo essersi reso conto dei pericoli che corre nel torneo; inoltre, una breve relazione tra Hermione e Viktor Krum suscita la gelosia del ragazzo, che riesce a riappacificarsi con l'amica e con il campione bulgaro solo al termine dell'anno.
Al quinto anno, dopo il ritorno di Voldemort, Ron viene nominato prefetto di Grifondoro e sostiene Harry nella fondazione dell'Esercito di Silente e nel recupero della profezia all'Ufficio Misteri. L'anno successivo intraprende una breve relazione con Lavanda Brown, basata principalmente sullo scambio di effusioni, facendo ingelosire Hermione; viene poi accidentalmente avvelenato da una bottiglia di liquore indirizzata in realtà a Silente, salvandosi grazie all'intervento di Harry. Dopo la morte di Silente per mano di Severus Piton accompagna Harry alla ricerca degli Horcrux di Voldemort: dopo aver recuperato il medaglione di Serpeverde, i poteri malvagi dell'artefatto lo portano a litigare pesantemente con l'amico, abbandonando per qualche tempo il gruppo; al suo ritorno aiuta Harry a recuperare la spada di Grifondoro e la usa per distruggere il medaglione. Dopo l'assalto alla Gringott e il furto della coppa di Tassorosso i tre si dirigono ad Hogwarts, dove distruggono la coppa e il diadema di Corvonero e dove Ron sconfigge Fenrir Greyback assieme a Neville Paciock. Diciannove anni dopo Ron si è sposato con Hermione, dalla quale ha avuto due figli, Rose e Hugo; inoltre, dopo aver intrapreso la carriera di Auror assieme a Harry per qualche tempo, ha aiutato il fratello George con il suo negozio di scherzi Tiri Vispi Weasley.

## Descrizione

### Aspetto fisico
Ron è descritto come un ragazzo alto e allampanato, con il naso lungo e dritto, il volto coperto di lentiggini, gli occhi azzurri e i tipici capelli rossi della famiglia Weasley.

### Carattere e personalità
Il personaggio di Ron presenta molti degli stereotipi tipici della spalla; è spesso usato come intramezzo comico, è leale all'eroe e non ha molti talenti che Harry invece possiede, almeno in termini di capacità magiche; dà comunque prova del suo coraggio e delle sue abilità in molte occasioni, sacrificandosi nella partita a scacchi giganti nel primo libro o entrando nella Foresta proibita con Harry nonostante la sua grande aracnofobia. È un ragazzo spiritoso e allegro, tuttavia a volte si dimostra insensibile e sarcastico, come osserva Luna Lovegood in "Harry Potter e il Principe Mezzosangue".
Alcune delle qualità di Ron servono ad enfatizzare le caratteristiche di Harry: mentre quest'ultimo è un orfano con più oro di quello che gli serva, Ron proviene da una famiglia molto numerosa e molto amorevole ma poverissima; gran parte dei suoi effetti personali, infatti, sono di seconda mano. Se Harry è famoso ma preferirebbe evitare i riflettori, Ron, al contrario, è spesso paragonato ad un semplice lacché e si mostra talvolta geloso del successo dell'amico. Ron infine è l'ultimo dei suoi fratelli e non è né un giocatore di Quidditch eccellente né uno studente modello. Tutti questi fattori combinati lo fanno sentire notevolmente insicuro; il suo complesso d'inferiorità è la maggiore spinta che lo accompagna nel suo sviluppo come personaggio.
L'essere spesso paragonato ai fratelli e soprattutto la sua amicizia con il famoso Harry Potter e la strega più brillante del loro anno, Hermione Granger, fa sentire Ron enormemente a disagio e messo in ombra: nel settimo libro tali emozioni vengono accentuate dalla vicinanza con l'Horcrux di Voldemort, spingendo il ragazzo ad un pesante litigio con Harry e all'abbandono del gruppo: subito pentitosi delle sue azioni, dopo qualche tempo riesce a tornare dai due amici grazie al deluminatore lasciatogli in eredità da Albus Silente, salvando Harry dall'annegamento nel laghetto ghiacciato in cui si trovava la spada di Grifondoro e distruggendo il medaglione di Serpeverde. In quel momento comprende che non è necessario essere famosi o particolarmente talentuosi per poter brillare, riuscendo finalmente ad innalzarsi al di sopra dei suoi fratelli. La Rowling stessa afferma che "Ron è il più immaturo dei tre personaggi principali, ma nell'ultimo libro riesce a crescere e maturare. Non è mai stato forte, e la gente lo conosceva perlopiù come amico di Harry [...] ma nell'ultimo libro ha avuto modo di trovarsi di fronte alle sue debolezze. Ma è esattamente questo che fa di Ron un uomo.".
Come tutti i membri della sua famiglia, che è giudicata infatti composta da traditori del proprio sangue, Ron non presta attenzione all'ascendenza delle persone ed anzi si infuria quando qualcuno viene insultato o preso in giro per il fatto di non essere purosangue.

### Bacchetta, oggetti magici e animali domestici
La prima bacchetta magica di Ron è di frassino con il nucleo di crine di unicorno; come molti altri suoi possedimenti è di seconda mano, appartenuta in passato al fratello Charlie. Questa bacchetta viene spezzata dal Platano Picchiatore all'inizio del secondo libro e riparata maldestramente dallo stesso Ron: a causa di ciò non funziona correttamente per tutto l'anno scolastico, causando spiacevoli incidenti e incantesimi malfunzionanti che spesso si ritorcono contro chi li scaglia; tra gli episodi si possono citare l'incantesimo per far vomitare lumache scagliato contro Draco Malfoy, che si ritorce contro Ron stesso, e l'incantesimo di memoria scagliato da Gilderoy Allock, che rimbalza contro quest'ultimo provocandogli un'amnesia irreversibile. Nel terzo libro Ron acquista una nuova bacchetta, di salice con il nucleo di crine di unicorno. La prima bacchetta di Ron gli è stata assegnata dall'autrice attraverso l'associazione celtica di un albero ad ogni periodo dell'anno: Ron è nato il primo marzo, e il legno assegnato al periodo che va dal 18 febbraio al 17 marzo è il frassino.
Nel settimo libro Ron riceve in eredità da Silente il deluminatore, un oggetto in grado di spegnere e riaccendere qualsiasi luce; dopo l'abbandono di Harry e Hermione, il ragazzo scopre un altro utilizzo dell'oggetto, ossia la capacità di materializzare il possessore dove qualcuno pronuncia il suo nome, ed utilizza questo potere per tornare dagli amici, pentito delle sue azioni.
Nei primi libri Ron ha come animale domestico il topo Crosta (Scabbers), ereditato dal fratello maggiore Percy; nonostante Ron lo giudichi noioso e inutile, è profondamente afflitto dalla sua apparente morte nel terzo libro, quando sembra che sia stato mangiato da Grattastinchi, il gatto di Hermione. Al termine dello stesso libro si scopre che in realtà Crosta è Peter Minus, Mangiamorte che ha consegnato i genitori di Harry a Voldemort tradendo la loro fiducia. Dopo la fuga di questi riceve in regalo da Sirius Black, come ammenda per avergli fatto perdere l'animale domestico, un piccolo gufo, che Ginny battezza Leotordo (Pigwidgeon): Ron trova tale nome stupido, ma siccome l'animale non risponde chiamandolo in altro modo lo chiama solitamente con il diminutivo Leo (Pig).

## Altri media
Ron compare nell'opera teatrale Harry Potter e la maledizione dell'erede, dove aiuta i suoi amici a salvare Albus Severus Potter e Scorpius Malfoy da Delphini Riddle.

### Adattamenti cinematografici
Nella saga cinematografica di Harry Potter, Ron Weasley è sempre stato interpretato dall'attore britannico Rupert Grint. Nonostante la fama e il successo che ha ottenuto interpretando il giovane mago, Grint ha ammesso di aver pensato più volte di abbandonare le riprese per via della pressione e dello stress dati dalla vita sotto i riflettori, causati anche della sua timidezza.

## Accoglienza
È stato scelto da IGN come terzo personaggio preferito di Harry Potter, affermando che lo status di Ron come spalla comica lo rende "istantaneamente accattivante" e che la sua frustrazione e i flirt con Hermione siano i suoi "momenti culminanti".

### Nella cultura di massa
Il personaggio di Ron compare in svariate parodie di Harry Potter. Seth Meyers interpreta Ron nel Saturday Night Live nello sketch in cui Lindsay Lohan interpreta Hermione. Nello Show The Big Impression, Alistair McGowan ha messo in scena uno sketch intitolato Louis Potter and the Philosopher's Scone, dove Ron è interpretato da Anne Robinson. Nel 2003, Comic Relief ha realizzato una parodia chiamata Harry Potter and the Secret Chamberpot of Azerbaijan, nella quale Jennifer Saunders appare sia come Ron che come J. K. Rowling. In Harry Podder: Dude Where's My Wand?, un'opera a cura della Desert Star Theater nello Utah, scritta dalle sorelle Laura, Amy e Anna Lewis, Ron compare con il nome di "Ron Sneasley". Negli sketch Harry Bladder nello show All That, Ron compare come "ReRon" ed è interpretato da Bryan Hearne. Nella commedia del 2008 Yes Man, Carl (interpretato da Jim Carrey) partecipa a una festa a tema "Harry Potter" ospitato da Norman (Rhys Darby), quest'ultimo travestito da Ron. In A Very Potter Musical (2009) e in A Very Potter Sequel (2010), musical parodistici ad opera della StarKid Productions, Ron è interpretato da Joey Richter.